# Mattheus Pronk

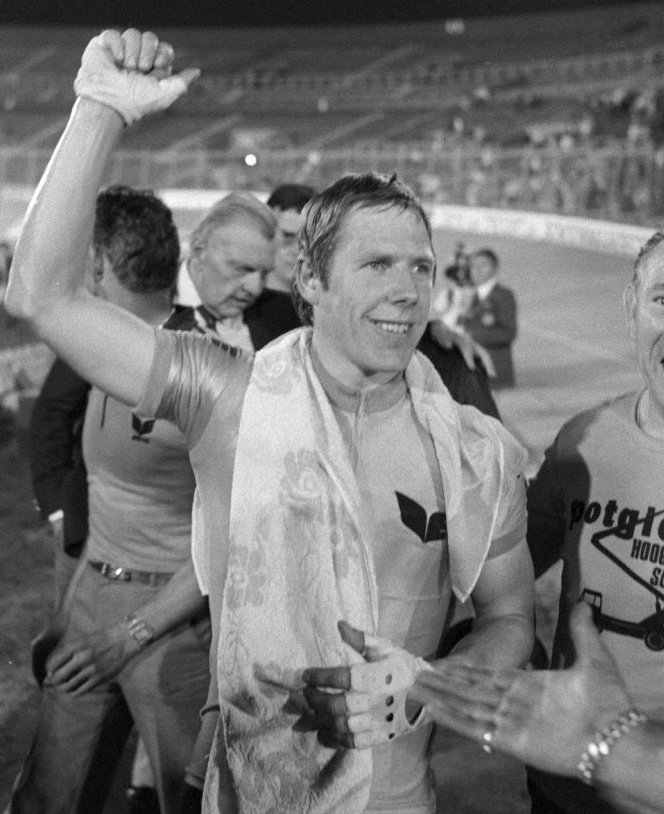
Mattheus Pronk, 1979

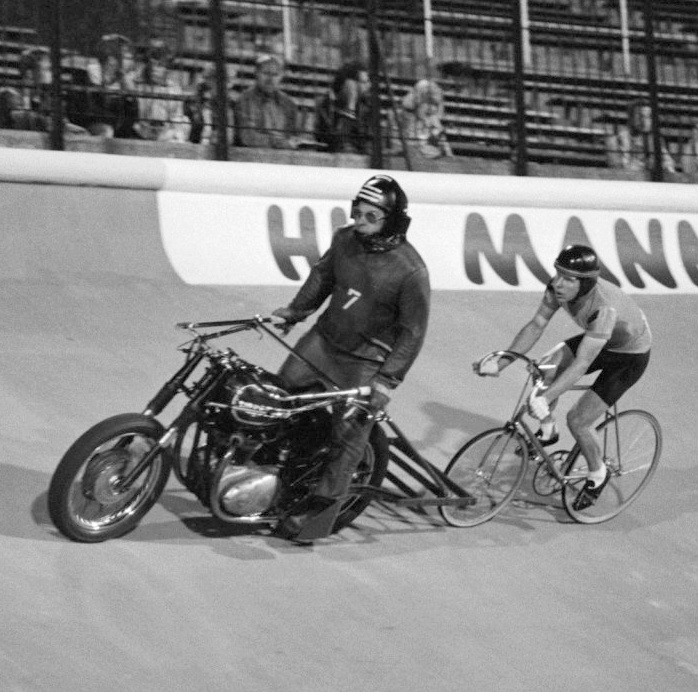
Mattheus Pronk, 1979

Mattheus Adrianus (Matthé) Pronk ('t Zand, 27 maart 1947 – Warmenhuizen, 25 maart 2001) was een Nederlands wielrenner.
Hij werd tweemaal wereldkampioen stayeren bij de amateurs, in 1979 en 1981. Op hetzelfde onderdeel won hij ook viermaal een zilveren medaille. Hoewel hij aansprekende uitslagen reed, bleef hij zijn hele wielerloopbaan amateur. In het dagelijks leven was hij timmerman.
Mattheus Pronk is de vader van de wielrenners Matthé jr. en Jos Pronk.

## Belangrijkste overwinningen
1977
- Nederlands kampioen derny, Amateurs
- Nederlands kampioen stayeren, Amateurs

1979
- Wereldkampioen stayeren, Amateurs
- Nederlands kampioen derny, Amateurs
- Nederlands kampioen stayeren, Amateurs

1981
- Wereldkampioen stayeren, Amateurs